# Réserve écologique de Ristigouche
Die Réserve écologique de Ristigouche ist ein im Jahr 1983 eingerichtetes, 473,37 ha großes Schutzgebiet im Süden der kanadischen Provinz Québec.
Das Gebiet liegt 5 km südöstlich von Saint-André-de-Restigouche. Die nächste Stadt ist Campbellton, das bereits in der südlich angrenzenden Provinz Neubraunschweig liegt. Das Schutzgebiet gehört zur Verwaltungsregion Gaspésie–Îles-de-la-Madeleine auf der Halbinsel Gaspésie.
Es repräsentiert für die Region typische Pflanzenhabitate der Chaleur-Bucht. Dazu gehört vor allem die Gelb-Birke.
Das Gebiet ist von zwei Plateaus geprägt, die von zwei Tälern durchschnitten werden. Während die beiden Plateaus etwa 275 m über dem Meeresspiegel liegen, liegen die Flusstäler von Ruisseau Fraser und Moffet nur etwa 125 bzw. 80 m hoch. Der felsige Untergrund des Gebiets, das zum Nordende der Appalachen gehört, wird zur série de Matapédia gerechnet. Er birgt vor allem Schiefer, Quarzit und Kalkstein.
Neben der Gelbbirke prägen Balsam-Tanne und Abendländischer Lebensbaum das Plateau, in den Tälern wachsen eher Erlen. Nur eine einzige Amerikanische Buche lebt im Park, womit sie einen der nördlichsten Standorte dieser Art markiert.
Der Biber gilt als ausreichend vorhanden, so dass einige Baumbestände von ihren Dammbauten gefährdet werden.